# Synteza Gabriela
Synteza Gabriela – reakcja chemiczna, w wyniku której z pierwszorzędowych halogenków  alkilowych (głównie chlorków) otrzymuje się pierwszorzędowe aminy z zastosowaniem ftalimidku potasu. Reakcja nosi nazwę od niemieckiego chemika Siegmunda Gabriela, który odkrył ją w 1887 roku.
Użyteczność tej metody wynika z faktu, że tworzenie amin w wyniku bezpośredniego alkilowania amoniaku jest procesem nieselektywnym i mało wydajnym na skalę laboratoryjną (natomiast metoda ta jest powszechnie stosowana w przemyśle), gdyż obok amin pierwszorzędowych powstają produkty polialkilowania, tj. aminy drugo- i trzeciorzędowe, a nawet czwartorzędowe halogenki tetraalkiloamoniowe. Amin pierwszorzędowych nie można też otrzymać zastępując amoniak amidkami metali (np. NaNH2), gdyż mają one charakter bardziej zasadowy niż nukleofilowy i zamiast reakcji substytucji nukleofilowej (R-Cl + NaNH2 → R-NH2 + NaCl) zachodzi reakcja eliminacji (z tej przyczyny amidki mogą być stosowane celowo do przeprowadzenia reakcji dehydrohalogenowania).
W syntezie Gabriela nie dochodzi do powstawania amin wyższego rzędu. W warunkach wymaganych do przeprowadzenia obu etapów reakcji możliwe jest też zachowanie ewentualnych innych grup funkcyjnych w cząsteczce związku wyjściowego, np. karbonylowych, estrowych i nitrylowych.

## Klasyczna synteza Gabriela
W klasycznej syntezie Gabriela otrzymuje się pierwszorzędowe aminy na drodze dwuetapowej reakcji I- lub II-rzędowego chlorku alkilowego (1) z ftalimidkiem (2). Powstały w pierwszym etapie alkiloftalimid (3) poddaje się hydrolizie. Dobór metody hydrolizy zależy od obecności innych grup funkcyjnych wyjściowego halogenku. Zastosowana może zostać zarówno hydroliza kwasowa, jak i zasadowa. Aby uzyskać bardzo łagodne warunki rozkładu związku pośredniego stosuje się często hydrazynolizę (rozkład za pomocą hydrazyny).
Etap pierwszy (alkilowanie) prowadzi się najczęściej w dimetyloformamidzie, w którym rozpuszcza się ftalimidek potasu, etap drugi (hydrolizę) prowadzi się najczęściej w roztworze etanolowym. Stosowane są też inne systemy reakcyjne, np. rozkład alkiloftalimidu za pomocą borowodorku sodu.

## Mechanizm reakcji
Anion ftalimidkowy reaguje z chlorkiem alkilowym (elektrofilem) jako N-nukleofil w reakcji typu SN2. Powstaje odpowiedni N-alkiloftalimid oraz KCl jako produkt uboczny. Otrzymana ftalimidowa pochodna (ftalhydrazyd) jest reaktywnym diamidem i ulega hydrolizie z wydzieleniem aminy zarówno w warunkach kwasowych, jak i zasadowych. Hydroliza kwasowa w obecności mocnych kwasów prowadzi do powstania soli amin R-NH3+ X-.

## Odmiany
W celu zastąpienia ftalimikdów w tej syntezie opracowano wiele różnych odczynników. Większość z nich, np. sól sodowa sacharyny, mają właściwości nukleofilowe podobne do soli ftalimidu. Zaletą niektórych zamienników ftalimików jest zwiększenie ich reaktywności wobec halogenków alkilowych, co pozwala na otrzymywanie amin drugorzędowych.
Synteza Gabriela umożliwia także otrzymywanie aminokwasów, np. w reakcji z α-bromopochodną malonianu dietylu otrzymuje się glicynę:

Reakcja α-bromomalonianu dietylu z ftalimidkiem potasu

Hydroliza zasadowa N-malonyloftalimidu do α-aminomalonianu i dekarboksylacja do glicyny

Hydroliza kwasowa N-malonyloftalimidu do α-aminomalonianu i dekarboksylacja do protonowanej glicyny

Aminokwasy chiralne otrzymywane są w syntezie Gabriela w postaci racemicznej.